# Hugo Gaston
Hugo Gaston (* 26. September 2000 in Toulouse) ist ein französischer Tennisspieler.

## Karriere

### Bis 2018: Juniorenkarriere und Anfänge bei den Profis
Ab 2014 trat Hugo Gaston bei Juniorenturnieren auf der ITF Junior Tour an. Bereits bei seinem zweiten Turnier in Schweden kam er bis ins Halbfinale, erstmals im Finale eines Turniers stand er im April 2015 in Malta. Nach eher schwächeren Resultaten im Jahr danach gewann er im Mai 2016 in Casablanca sein erstes Juniorenturnier. Im September 2016 sowie Januar und Juli 2017 erreichte er die Finals dreier weiterer Turniere.
Seit den French Open 2017 spielte er jedes Grand-Slam-Turnier der Junioren. Darüber hinaus gewann er 2017 den Orange Bowl – neben den Grand Slams das bedeutendste Turnier der Junioren – und war auch beim ersten Turnier des Jahres 2018 in Australien erfolgreich. Bei den Australian Open kam er 2018 im Einzel ins Viertelfinale, im Doppel gewann er mit seinem Partner Clément Tabur das Turnier. Im Januar 2018 stand Gaston auf Platz 3 der Junioren-Weltrangliste, im September 2018 gewann er in Kanada sein drittes Juniorenturnier. Außerdem war er bei den Olympischen Jugend-Sommerspielen 2018 erfolgreich, wo er Gold im Einzel und Bronze im Doppel gewann.
Bei den Profis spielte er ab 2015 einige Turniere auf der drittklassigen ITF Future Tour. Erstmals konnte er sich im Juni 2016 für das Hauptfeld eines Turniers qualifizieren. Bis Ende 2018 erreichte er einmal ein Viertelfinale und in der Weltrangliste damit Platz 1191. Zu seinem Debüt auf der ATP World Tour kam Gaston im Februar 2018 in Montpellier, wo er von den Veranstaltern mit einer Wildcard im Doppel bedacht wurde. Dort verlor er mit Benjamin Bonzi gegen Jérémy Chardy und Fabrice Martin in zwei Sätzen. Einen Monat später, als er in Marseille im Einzel ebenfalls eine Wildcard erhielt, unterlag er gegen Stefano Travaglia.

### Ab 2019: Vier Future-Titel und Achtelfinale bei den French Open
Im Jahr 2019 spielte Gaston regelmäßig und erfolgreich auf der ITF Future Tour. Im April kam er in Santa Margherita di Pula ins Finale des ersten Turniers und konnte eine Woche später das zweite dort ausgetragene Turnier gewinnen. Bis zum Jahresende kam er ins Finale sechs weiterer Turniere, von denen er drei gewinnen konnte. 2019 war Gaston auch erstmals auf der ATP Challenger Tour am Start. Der erste Sieg bei einem Challenger-Turnier gelang ihm im Mai, bei zwei Turnieren kam er bis in die dritte Runde. Für das Masters in Paris erhielt er eine Wildcard für die Qualifikation, unterlag aber in der zweiten Runde Casper Ruud in drei Sätzen. Bis zum Jahresende konnte er sich in die Top 250 der Weltrangliste vorarbeiten.
Für die Australian Open 2020 erhielt Gaston eine Wildcard fürs Hauptfeld und konnte damit erstmals bei einem Grand-Slam-Turnier antreten, verlor aber in der ersten Runde in vier Sätzen gegen Jaume Munar. Abgesehen von einem Halbfinale beim Challenger-Turnier von Bergamo war er in der coronabedingt verkürzten Saison danach nur wenig erfolgreich. Sein Auftritt bei den in den Herbst verlegten French Open, wo er dank einer Wildcard direkt im Hauptfeld starten konnte, kam daher eher unerwartet. Nach Siegen gegen Maxime Janvier und Yoshihito Nishioka spielte er in der dritten Runde gegen Stan Wawrinka, den Turniersieger von 2015. Nach verlorenem ersten und gewonnenem zweiten Satz musste die Partie im dritten Satz regenbedingt unterbrochen werden. Gaston konnte danach den dritten, Wawrinka den vierten Satz für sich entscheiden. Im ersten Fünfsatzmatch seiner Karriere konnte Gaston den Schweizer im entscheidenden Satz mit 6:0 besiegen und zog damit ins Achtelfinale ein. Dort traf er auf den Weltranglistendritten Dominic Thiem. Nach zwei verlorenen Sätzen kämpfte sich Gaston wieder zurück und gewann die beiden folgenden Sätze, konnte diesmal den entscheidenden Satz aber nicht gewinnen. Durch diesen Turniererfolg kam er in der Weltrangliste bis auf Platz 157 nach vorne. Für das Masters in Paris erhielt er diesmal eine Wildcard fürs Hauptfeld, unterlag aber in zwei Sätzen Pablo Carreño Busta.

## Erfolge
| Legende (Anzahl der Siege) |
| Grand Slam                 |
| ATP Finals                 |
| ATP Tour Masters 1000      |
| ATP Tour 500               |
| ATP Tour 250               |
| ATP Challenger Tour (4)    |

### Einzel

#### Turniersiege
| Nr. | Datum             | Turnier | Belag         | Finalgegner             | Ergebnis       |
| --- | ----------------- | ------- | ------------- | ----------------------- | -------------- |
| 1.  | 13. November 2022 | Roanne  | Hartplatz (i) | Henri Laaksonen         | 6:76, 7:5, 6:1 |
| 2.  | 16. Juli 2023     | Iași    | Sand          | Bernabé Zapata Miralles | 3:6, 6:0, 6:4  |
| 3.  | 23. Juli 2023     | Triest  | Sand          | Francesco Passaro       | 6:3, 5:7, 6:2  |
| 4.  | 16. Juni 2024     | Lyon    | Sand          | Alexandre Müller        | 6:2, 1:6, 6:1  |

#### Finalteilnahmen
| Nr. | Datum         | Turnier   | Belag | Finalgegner       | Ergebnis |
| --- | ------------- | --------- | ----- | ----------------- | -------- |
| 1.  | 25. Juli 2021 | Gstaad    | Sand  | Casper Ruud       | 3:6, 2:6 |
| 2.  | 27. Juli 2024 | Kitzbühel | Sand  | Matteo Berrettini | 5:7, 3:6 |

## Abschneiden bei Grand-Slam-Turnieren

### Einzel
| Turnier         | 2018 | 2019 | 2020 | 2021 | 2022 | 2023 | 2024 | 2025 | Karriere |
| --------------- | ---- | ---- | ---- | ---- | ---- | ---- | ---- | ---- | -------- |
| Australian Open | —    | —    | 1    | Q1   | 1    | Q2   | 2    | 2    | 2        |
| French Open     | Q1   | Q2   | AF   | 1    | 3    | 1    | 1    | 2    | AF       |
| Wimbledon       | —    | —    |      | Q1   | 2    | Q2   | 1    | 1    | 2        |
| US Open         | —    | —    | —    | Q2   | 1    | 2    | 1    |      | 2        |

Zeichenerklärung: S = Turniersieg; F, HF, VF, AF = Einzug ins Finale / Halbfinale / Viertelfinale / Achtelfinale; 1, 2, 3 = Ausscheiden in der 1. / 2. / 3. Hauptrunde; Q1, Q2, Q3 = Ausscheiden in der 1. / 2. / 3. Qualifikationsrunde; nicht ausgetragen

### Doppel
| Turnier         | 2018 | 2019 | 2020 | 2021 | 2022 | 2023 | 2024 | Karriere |
| --------------- | ---- | ---- | ---- | ---- | ---- | ---- | ---- | -------- |
| Australian Open | —    | —    | —    | —    | 2    | —    | —    | 2        |
| French Open     | 1    | 1    | 1    | 2    | 1    | —    | —    | 2        |
| Wimbledon       | —    | —    |      | —    | 1    | —    | —    | 1        |
| US Open         | —    | —    | —    | —    | 1    | —    | 1    | 1        |

### Mixed
| Turnier         | 2022 | 2023 | 2024 | Karriere |
| --------------- | ---- | ---- | ---- | -------- |
| Australian Open | —    | —    | —    | —        |
| French Open     | AF   | 1    | AF   | AF       |
| Wimbledon       | —    | —    | —    | —        |
| US Open         | —    | —    | —    | —        |